# Oralia Domínguez
Oralia Domínguez (San Luis Potosí, Mèxic, 25 d'octubre de 1925 - Milà, Itàlia, 25 de novembre de 2013) fou una mezzosoprano mexicana.

## Trajectòria
Oralia Domínguez va estudiar al Conservatori Nacional de Música de la ciutat de Mèxic, on va conèixer al compositor Carlos Chávez, de qui seria un dels seus principals difusors. En 1950 va debutar en el Palau de Belles Arts de la capital mexicana i en 1951 va ser Amneris en les famoses funcions d'Aida de Verdi que van reunir a Maria Callas, Mario del Monaco i Giuseppe Taddei, dirigits per Oliviero De Fabritiis.
Posteriorment va actuar a La Scala de Milà el 7 de maig de 1953 en l'òpera Adriana Lecouvreur de Francesco Cilea, en el paper de la Princesa di Bouillon, al costat de Renata Tebaldi, interpretant més tard el paper de Marina en Borís Godunov de Modest Mússorgski en 1955-1956, Don Carlos de Verdi en 1960-1961, en el paper de la Princesa Eboli i en el Wigmore Hall de Londres i en Lucerna el Rèquiem de Verdi. També va actuar en el Royal Opera House (Covent Garden) de Londres, al Festival de Glyndebourne i al Teatre Colón de Buenos Aires, on va debutar en 1961 amb L'italiana in Algeri de Rossini, i va actuar en 1963 com la tia Princesa en Suor Angelica de Puccini, com Miss Quickly en Falstaff de Verdi i Azucena en Il trovatore de Verdi, en 1965 com Ulrica en Un ballo in maschera de Verdi i Arnalta en L'incoronazione di Poppea de Claudio Monteverdi.
Va pertànyer a l'elenc estable de Glyndebourne i de l'Òpera del Rin de Düsseldorf. Herbert von Karajan la va requerir per a fer el personatge d'Erda en l'enregistrament de Das Rheingold de Wagner. El 26 de novembre de 1954 va gravar sota la seva direcció la Missa de Rèquiem de Verdi.
Va fer la seva presentació al Palau de la Música Catalana de Barcelona el 25 de febrer de 1953. Deu anys més tard va cantar el Rèquiem de Verdi al Palau de la Música Catalana, amb Pilar Lorengar, Luigi Ottolini i Boris Carmeli, amb l'Orquestra Simfònica de Barcelona i l'Orfeón Donostiarra, sota la direcció de Mario Rossi. Aquest Rèquiem el va cantar també a Madrid, el maig de 1966, amb l'Orquestra de Radiotelevisió Espanyola dirigida per Ígor Markévitx.
Es va retirar professionalment en la ciutat de Mèxic en 1982 i va fixar la seva residència a Milà. Va morir en aquesta ciutat el 25 de novembre de 2013 als 88 anys.

## Discografia de referència
- Mahler: Das Lied von der Erde, Paul Kletzki, Set Svanholm, Orquestra Filharmònica de Viena, 1954
- Monteverdi: L'incoronazione di Poppea, amb Boris Christoff, Murta Picchi, Oralia Domínguez, Mirella Parutto, Renato Cesari, Carlo Franci, Orquestra del Maig Musical de Florència, 1966
- Saint-Saëns: Samson et Dalila, amb Jean Fournet, Jon Vickers. Amsterdam 1964
- Verdi: Aida, amb Maria Callas, Mario Del Monaco, Oralia Domínguez, Giuseppe Taddei, Oliviero de Fabritiis. Ciutat de Mèxic, Orquestra del Palau de Belles Arts, 1951
- Verdi: Falstaff, amb Giuseppe Taddei, Nicola Monti, Rosanna Carteri, Anna Maria Canali, Oralia Domínguez, Aldo Protti, Mario Rossi, Orquestra Simfònica de la Ràdio Italiana de Roma, Roma 1953
- Verdi: Rèquiem, amb Víctor De Sabata, Elisabeth Schwarzkopf, Cesare Siepi, Giuseppe Di Stefano, Milà, Teatre alla Scala, 1954
- Verdi: Rèquiem, amb Antonietta Stella, Oralia Domínguez, Giuseppe Modesti, Nicolai Gedda, Herbert von Karajan, Orquestra Simfònica de Viena
- Wagner: Siegfried, amb Wolfgang Sawallisch, Theo Adam, Jean Cox, Nadezda Kniplová, Roma 1968
- Wagner: Das Rheingold, amb Herbert von Karajan, Dietrich Fischer-Dieskau, Josephine Veasey, Helen Donath, Edda Moser, Zoltan Kelemen, Donald Grobe, Gerhard Stolze, Orquestra Filharmònica de Berlín, 1967
- Oralia Domínguez: Recital Bizet, Cilèa, Donizetti, Rossini, Verdi, Wagner